# Прапор дельфінів

Прапор дельфінів. Співвідношення: 3:5

Прапор Ангільї з дельфінами був прийнятий 29 вересня 1967 року після того, як колонія (тоді частина Сент-Крістофер-Невіс-Ангілья ) в односторонньому порядку проголосила незалежність від Сполученого Королівства як Республіка Ангілья. На ній було зображено трьох помаранчевих дельфінів у колі на білому тлі з бірюзовою смугою внизу. Він використовувався до 19 березня 1969 року, коли британське правління було відновлено.
Білий фон на прапорі символізує мир. Бірюзова смуга символізує Карибське море. Три дельфіни символізують витривалість, єдність і силу, а їхнє кругове розташування символізує спільноту.
Прапор був розроблений Марвіном Оберманом і Лідією Гамбс. Він замінив попередній «Прапор русалок» Ангільї, розроблений Скоттом Ньюхоллом, який використовувався з 23 липня 1967 року.

Прапор Республіки Ангілья ("Прапор русалок") 23.07.1967 — 29.09.1967

Хоча прапор дельфіна вже не є офіційним, він все ще майорить.